# Bab Jazira-moskee
Bab Jazira-moskee (Arabisch: جامع باب الجزيرة), ook wel bekend als de El Jenaiz-moskee, is een moskee in Tunis, de hoofdstad van Tunesië.

## Lokalisatie
Deze moskee ligt in de wijk Sidi Bashir, aan het Al Jazira-plein.

## Geschiedenis
De moskee werd in 1710 gebouwd door Cheikh Yahia Esslimani. De minaretten werden gerestaureerd in 1907.